# Aquariophilie

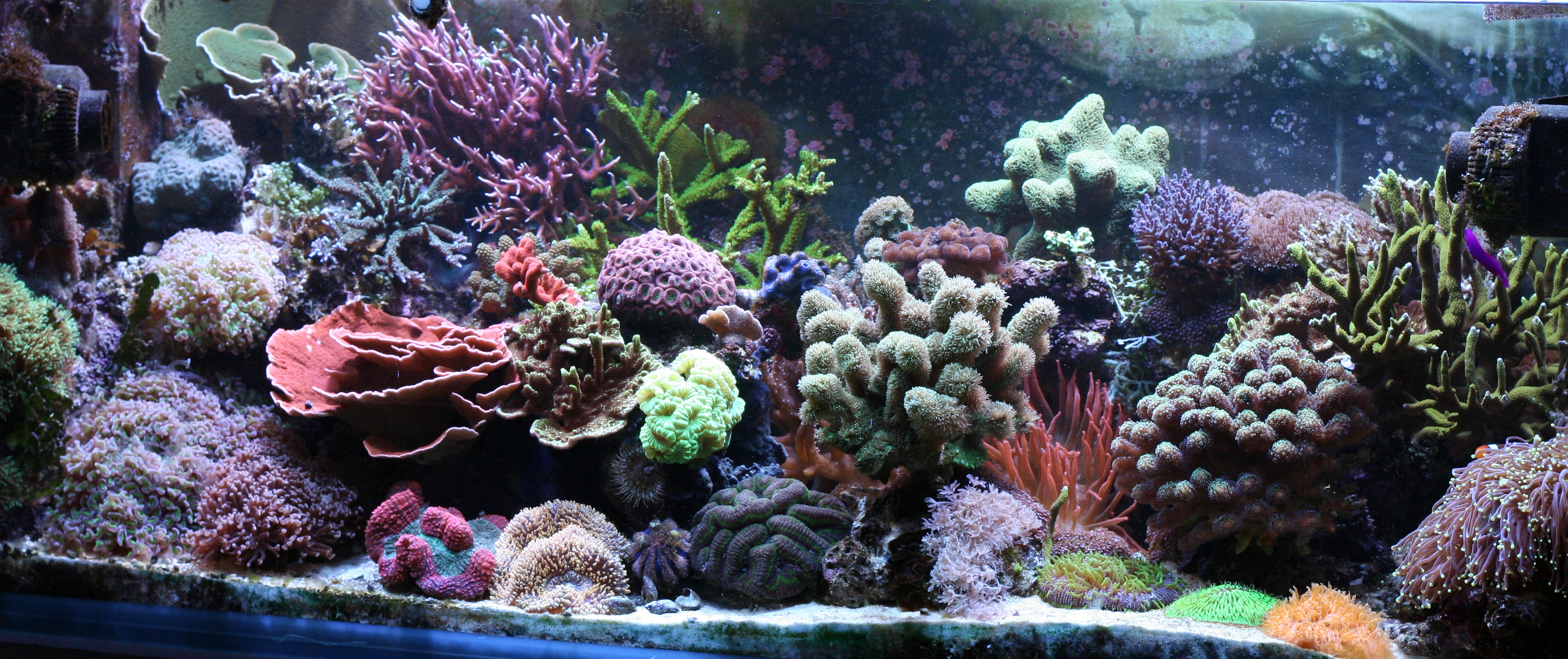
Mise en valeur d'un récif de corail

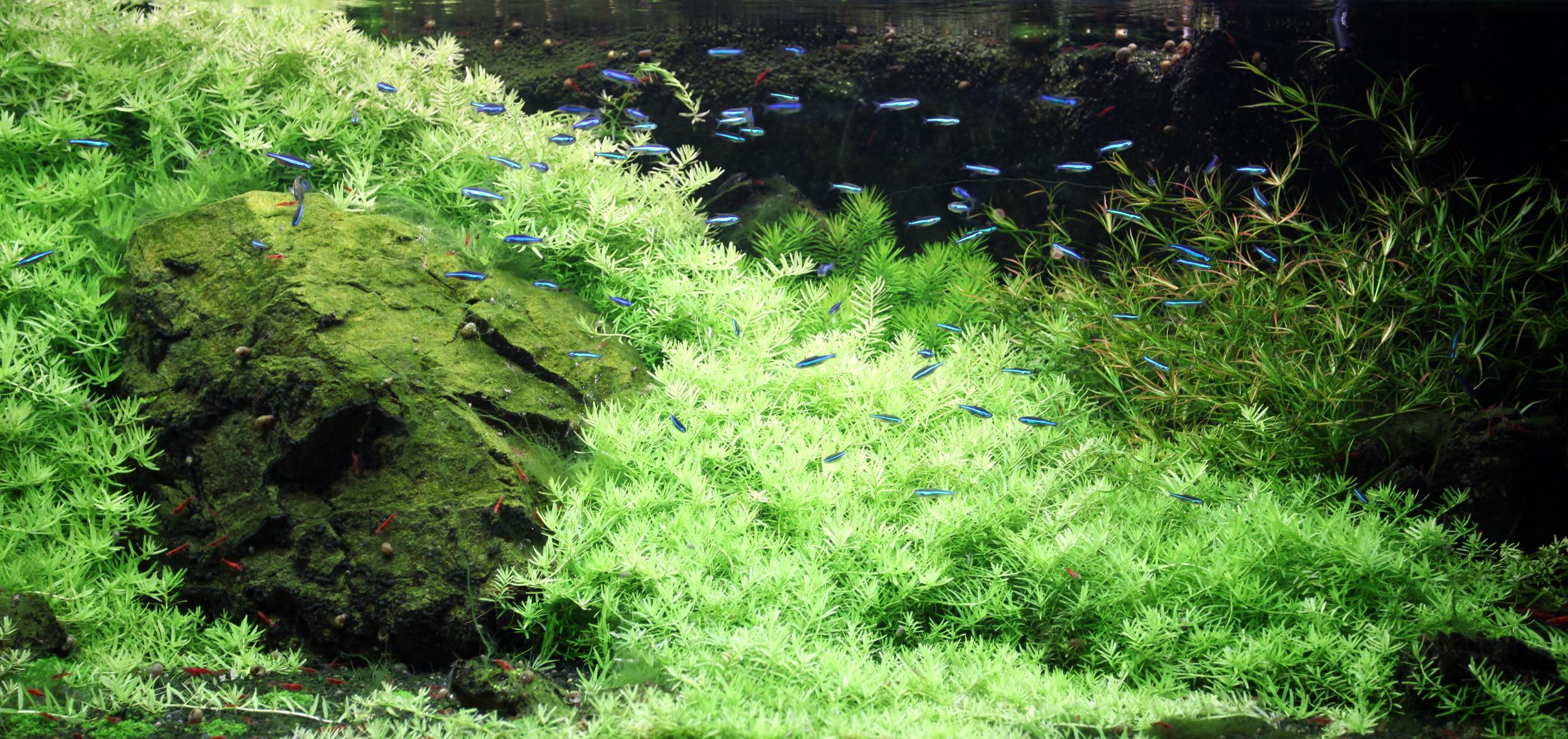
Aquarium tropical d'eau douce.

L’aquariophilie est un loisir qui consiste à s'occuper d'animaux et de plantes aquatiques dans un aquarium, une mare ou un bassin d'ornement en mettant en valeur l'aspect esthétique d'un milieu aquatique.
Depuis les années 1850, le nombre d'aquariophiles amateurs ou éclairés n'a cessé d'augmenter et la découverte de l'électricité a permis des avancées techniques importantes comme les systèmes d'éclairage et de filtration indispensable à la santé des animaux aquatiques.
La reconstitution d'une nature sauvage et lointaine transporte l'observateur, le fait rêver et le relaxe. Le marché de l'aquariophilie connaît une croissance constante et forte (15 % par année) depuis le début des années 1950 et ce loisir est devenu populaire aux États-Unis, en Europe et en Asie.

## Introduction

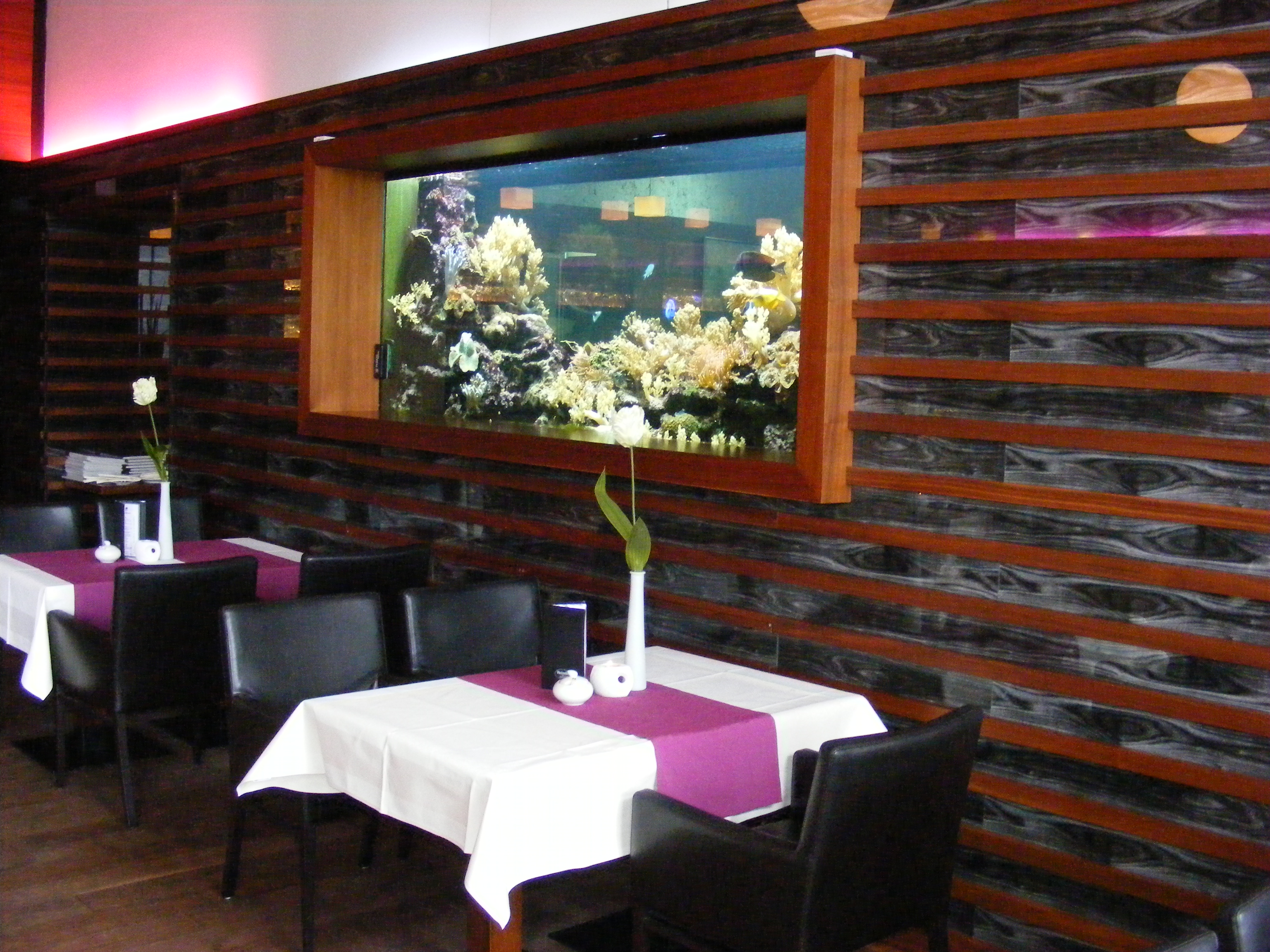
L'aquarium remplace un tableau.

L'aquariophilie consiste à reproduire et maintenir en captivité des animaux aquatiques en mettant en valeur l'aspect esthétique des animaux et du décor, ce qui la différencie de l'aquaculture dont le but est la production agro-alimentaire. L'aquarium est alors utilisé comme une vitrine ornementale sur un monde habité différent, il devient un centre d'attraction qui remplace les photos, les tableaux ou la télévision. L'aquariophilie est aussi une pratique naturaliste exploitant l'aquarium comme outil d'observation et de pédagogie écologiques.
La couleur verte souvent dominante, le silence et le spectacle vivant captivent l'attention. La reconstitution d'une autre région du monde transporte l'observateur et le fait rêver. L'aquarium offre une lucarne sur un havre de paix, un élément de retour à la nature et libère du stress. Les enfants comme les adultes apprécient l'observation quotidienne d’une nature normalement inaccessible. Il existe des adeptes d'aquariophilie de tout âge, des adolescents aux retraités. Ce peut être des néophytes, des amateurs, voire des professionnels ou des passionnés. Les passionnés d'aquarium y consacrent tout leur temps et toute leur énergie.
Un aquarium demande peu de place, sauf bacs très volumineux  comme aux USA[Quoi ?]et il permet à des gens qui n'ont pas la place nécessaire pour un chat ou chien de posséder des animaux de compagnie. Les poissons sont des animaux silencieux, ils n'endommagent pas l'habitat et ne dérangent pas les visiteurs.
Au-delà du simple fait d'admirer des animaux et des plantes, l'aquariophilie consiste à maintenir un ensemble varié de plantes et d'animaux, dont le choix dépend autant des goûts du propriétaire que des caractéristiques de l'eau et du climat : eau de mer, ou eau douce, eau saumâtre, tropicale ou tempérée. Le pratiquant cherche à comprendre et reproduire des règles de la nature, dans le but de maintenir dans son équilibre écologique une tranche de nature reconstituée .
L'aquariophilie était autrefois pratiquée par des savants dans leur laboratoire, le milieu clos de l'aquarium se prêtant bien à l'observation de phénomènes écologiques et des mécanismes qui régulent les relations entre les êtres vivants et leur milieu. L'aquariophilie est maintenant populaire au point qu'il existe des rayons spécialisés dans les magasins à grande surface, des animaleries dédiées uniquement à l'aquariophilie, ainsi que des magazines spécialisés, forums ou réseaux sociaux, et des aquariums publics.

## Histoire

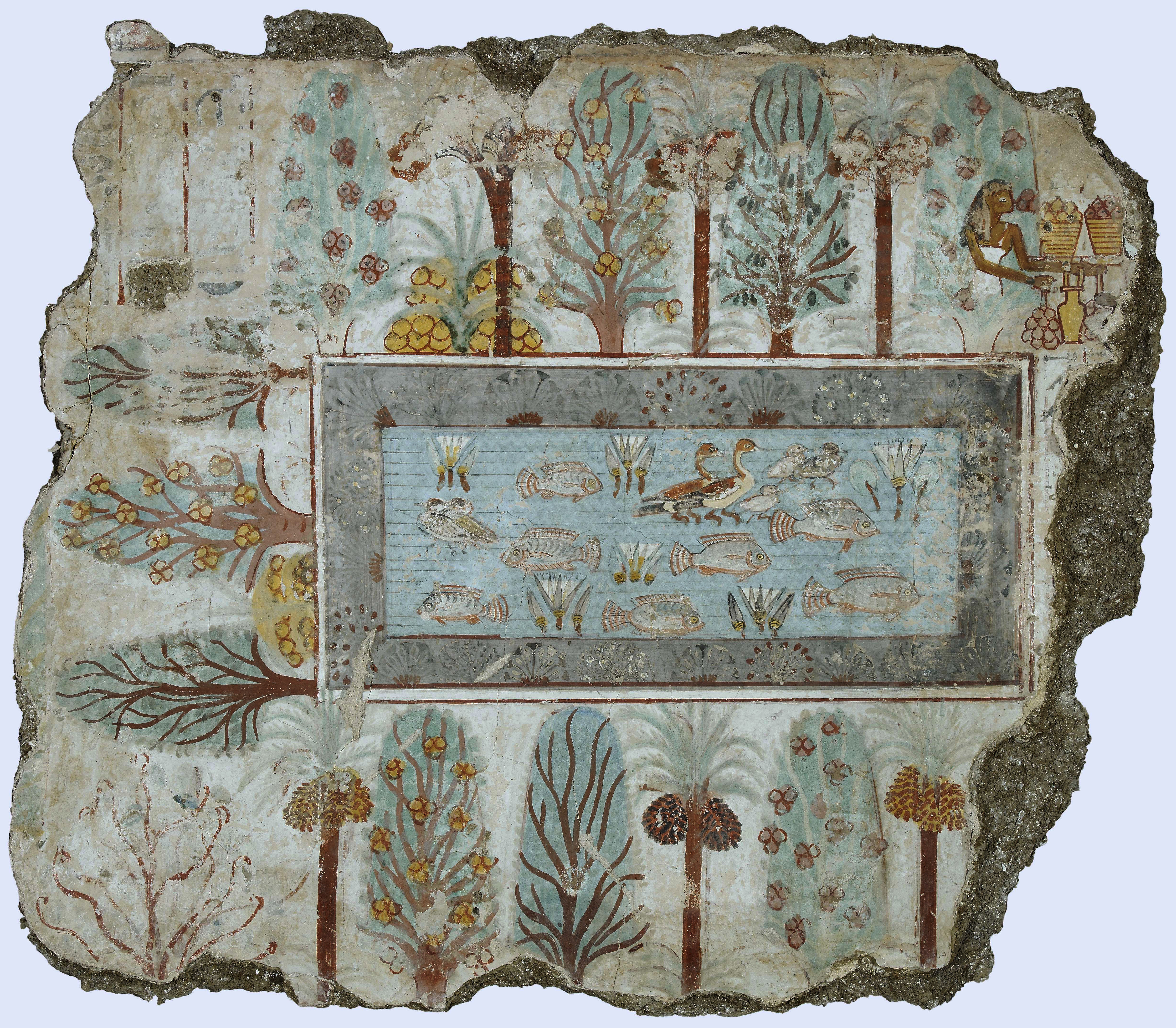
Étang artificiel avec des tilapias sur une peinture murale de la chapelle funéraire de Nebamoun (Égypte), autour de 1400 av. J.-C.

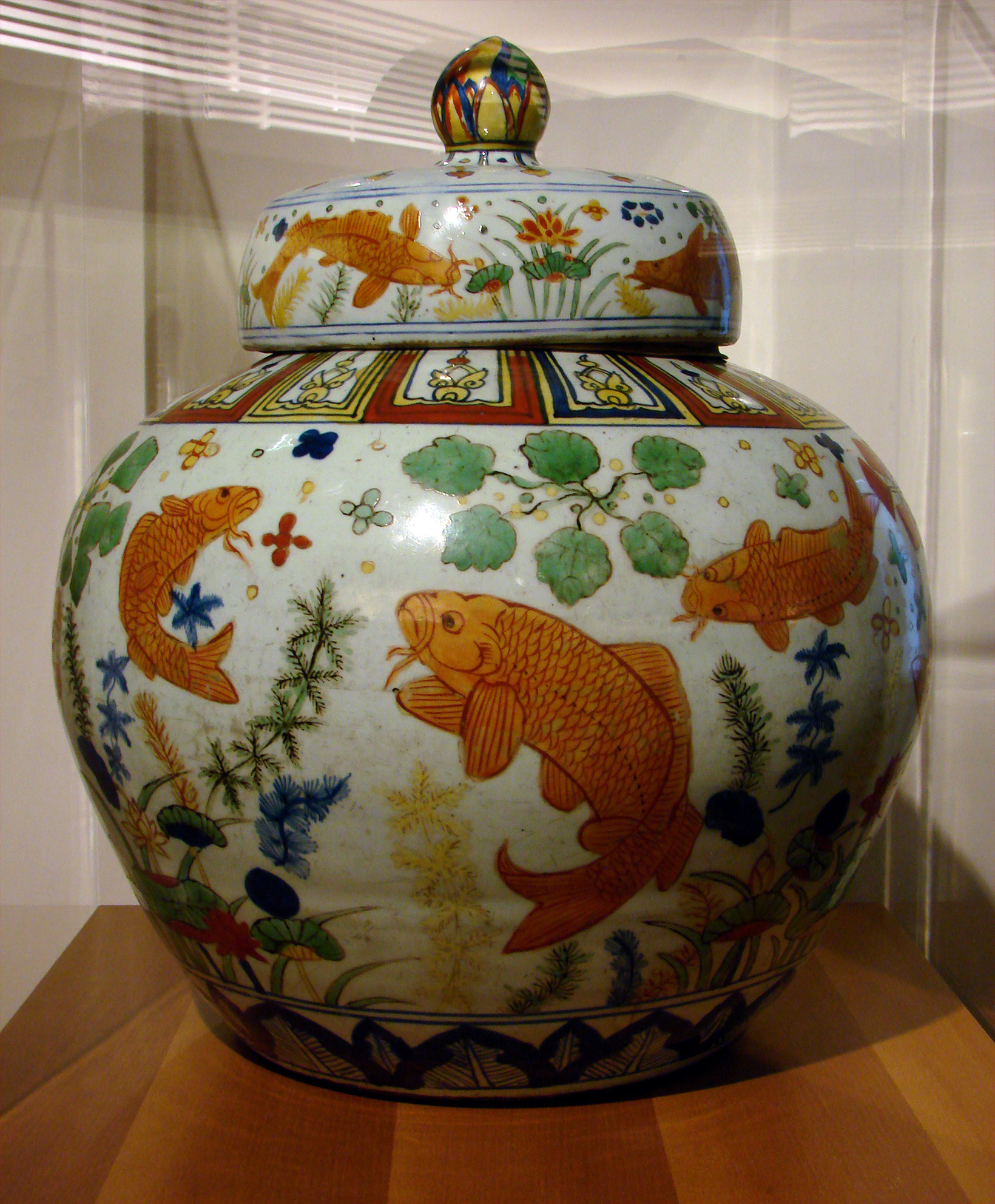
Jarre de Chine avec poissons.

Si l’on définit l'aquariophilie comme le fait de maintenir des poissons en milieu clos pour l'agrément et non l'alimentation, les premiers aquariophiles furent probablement les Sumériens : des bassins décoraient en effet les temples dédiés au dieu poisson Oannes (premier des sept Apkallu). Les Sumériens ont également inventé l'écriture et leurs écrits contiennent de nombreuses références aux poissons.
En Occident et en Chine, on trouve de nombreux vestiges de bassins datant du Ier millénaire av. J.-C.. Les piscina des domus Romains, parfois agrémentés de fontaines, abritent diverses variétés de poissons, d'invertébrés et de plantes aquatiques. Dans ses Lettres à Atticus, Cicéron critique régulièrement les piscinarii, des passionnés de bassins qu'il définit comme plus soucieux du bien-être de leurs poissons que de l'avenir de la République romaine. Les Chinois furent les premiers à créer une variété à but spécifiquement esthétique : le fameux poisson rouge vers le Ier millénaire av. J.-C.. En 1369, l'empereur chinois Hongwu lance une fabrique de porcelaine qui produit de grands récipients destinés à accueillir des poissons rouges ; avec le temps ces pots ressembleront de plus en plus au « traditionnel » bocal à poisson rouge moderne. Les peuples chinois sont en grande partie à l'origine de nombreuses sélections de cet animal. En Asie du Sud-Est, le combattant du Siam est élevé depuis plusieurs siècles pour son agressivité afin de participer à des combats sur le même principe que les combats de coqs durant lesquels les spectateurs font des paris sur le gagnant.
En Occident, les carassins sont les premiers poissons importés pour la maintenance en bac. Au XVIIIe siècle régnait à la cour de Versailles la mode des poissons rouges connus sous le nom de cyprins dorés ou daurades de Chine.
C'est une femme, Jeanne Villepreux-Power, qui inventa les premières formes d’aquarium dès 1832, pour ses expérimentations sur les Argonautes, mollusques qui abondaient à Messine. Ses « cages à la Power » ont été fabriquées pour leur observation. Cette pionnière de la biologie marine, honorée à son époque — en 1839, Jeanne sera admise comme membre correspondant de la célèbre Zoological Society de Londres, comme de 18 autres académies, très rare honneur pour une femme —, a été oubliée et l'on redécouvre ses travaux seulement depuis 1990.
En 1836, peu après avoir inventé le précurseur du terrarium moderne, le Dr Nathaniel Bagshaw Ward (1791-1868) propose d'utiliser son invention pour des animaux tropicaux, ce qu'il fait en 1841 avec des plantes aquatiques (et des poissons factices). En 1838, Félix Dujardin annonce détenir un aquarium d'eau de mer, bien qu'il n'utilise pas encore ce terme. En 1846, Anna Thynne maintient en vie des coraux durs et des algues marines pendant presque trois ans à Londres. À la même époque, Robert Warington expérimente un bac de treize gallons contenant des poissons rouges, des Vallisneria et des escargots, créant ainsi l'un des premiers aquariums biologiquement équilibrés ; il publie ses découvertes en 1850 dans le journal scientifique de la Chemical Society.

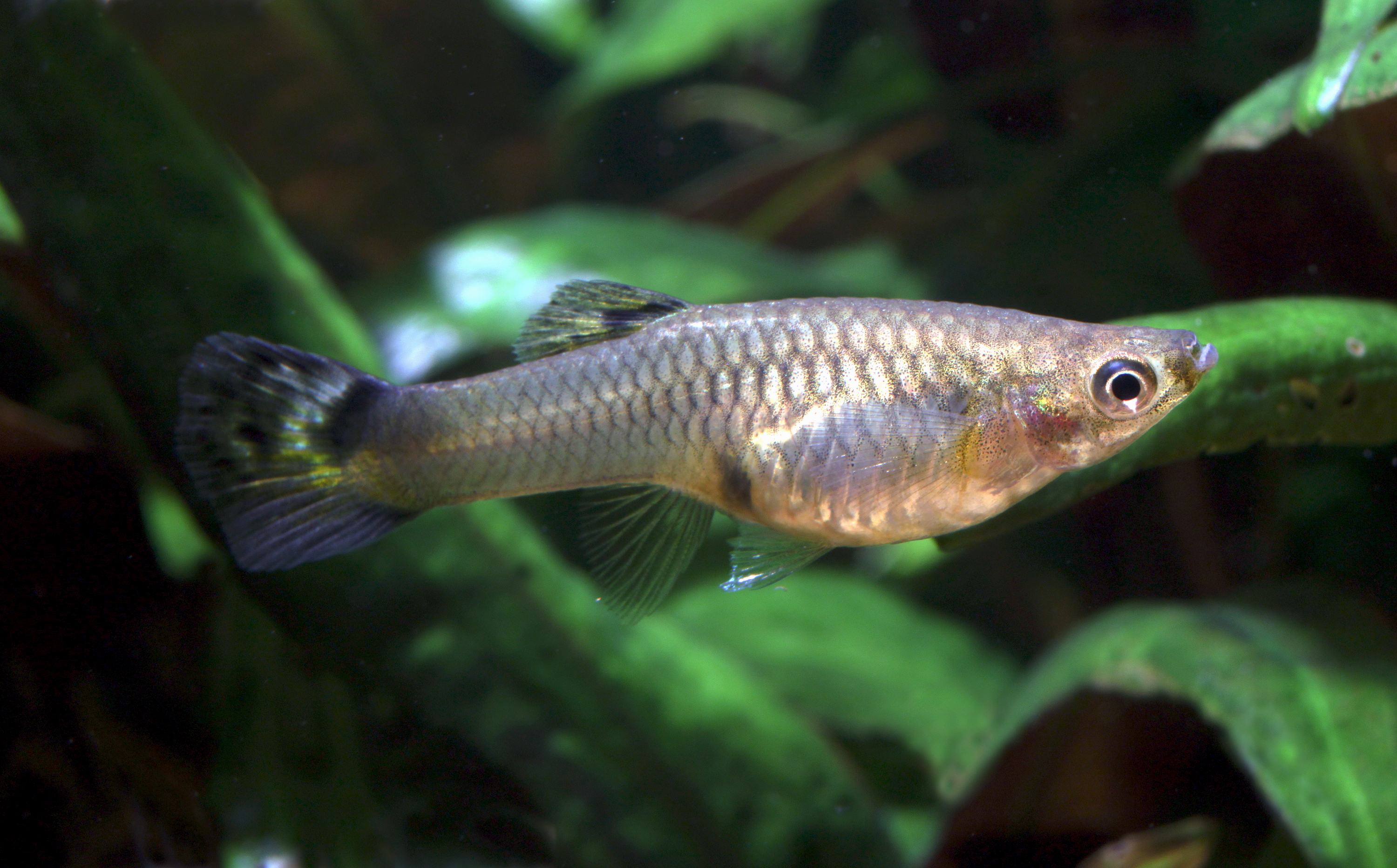
Le guppy est la première espèce tropicale largement importée pour l'aquariophilie.

Au Royaume-Uni, l'aquariophilie est devenue populaire à la suite de la Grande Exposition de Londres en 1851, et, en 1853, le premier grand aquarium public a ouvert ses portes au zoo de Londres.
En 1869 le naturaliste français Pierre Carbonnier a commencé à élever des poissons exotiques : Macropodus opercularis rapporté de Chine en 1869, et le Combattant en 1874. Il a également été directeur de l'Aquarium du Trocadéro à l'Exposition française 1878.
Dans les années 1870, les premiers clubs d'aquariophiles apparaissent en Allemagne. Les États-Unis suivent bientôt avec, en 1858, la publication du livre The Family Aquarium par Henry D. Butler, l'un des premiers livres traitant uniquement d'aquariophilie aux États-Unis. Le premier club aquariophile américain a été fondé à New York en 1893. Le New York Aquarium Journal, publié pour la première fois en octobre 1876, est considéré comme le premier magazine aquariophile du Monde.
C'est en 1908 que les premiers poissons vivants sont importés d'Amérique du Sud en Europe. Le guppy fut ainsi la première espèce largement importée. Il a été immédiatement apprécié par les aquariophiles pour ses qualités de reproducteur et ses nombreuses couleurs et formes.
L'aquariophilie est devenue bien plus populaire avec l'électrification des maisons. L'électricité a permis de grandes avancées technologiques dans ce domaine, en permettant l'éclairage artificiel de même que l'aération, la filtration et le chauffage de l'eau. Les sacs d'emballage plastique ont fait leur apparition dans les années 1950, facilitant grandement l'expédition de poissons vivants. Dans les années 1960 un grand pas est franchi : l'armature métallique rendant jusqu'alors quasiment impossible l'établissement d'aquariums d'eau de mer à cause de la corrosion, est supplantée par la construction d'aquariums en verre collé à la suite du développement des colles silicones.
Avec la diversification des équipements d’aquariophilie s'est développé dans les années 1990 l'art de l'aquascaping.

## Le milieu naturel

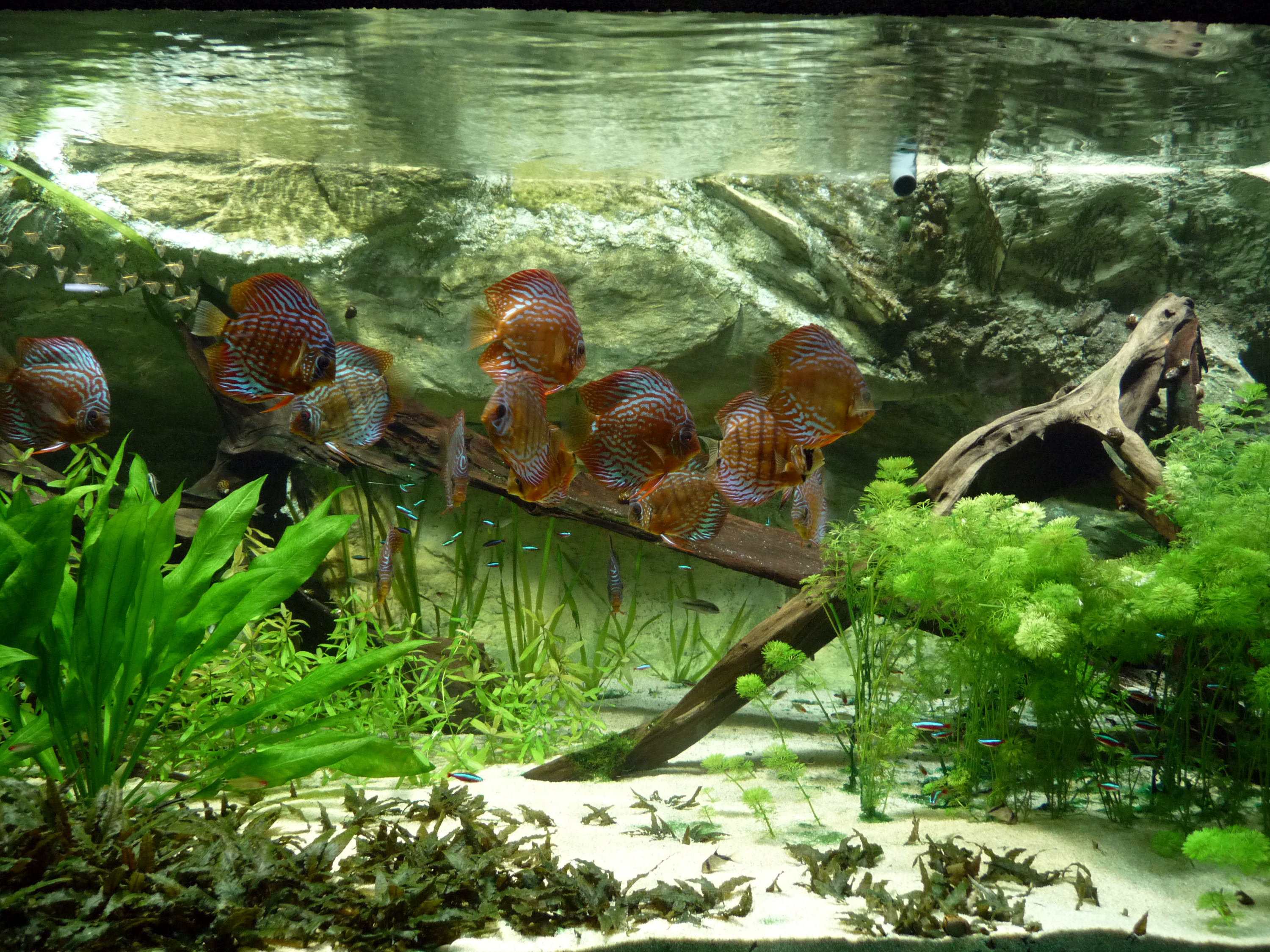
Milieu naturel des rivières tropicales.

En aquariophilie, l'aquarium est utilisé comme une vitrine sur un milieu naturel, ou l'aquariophile met en valeur l'aspect esthétique des animaux et du décor. Une pratique courante des débutants, et parfois décriée des puristes, est de faire se côtoyer dans un même aquarium des plantes et des animaux qui ne se rencontrent pas dans la nature, dans un mélange hétéroclite, plus ou moins esthétique suivant les cas.
Les aquariophiles amateurs ou expérimentés s'intéressent plutôt à reconstituer le plus fidèlement possible un biotope déterminé, et que tout concorde : eau, sol, plantes et poissons. Les sujets privilégiés sont les biotopes très poissonneux tels que le bassin d'Amazonie (avec beaucoup de plantes), les grands lacs africains (lac Tanganika et lac Malawi (avec une majorité de roches)), les rivières d'Asie, les mers tropicales ou les récifs de corail. La flore, la faune, mais également les caractéristiques physico-chimiques de l'eau diffèrent d'un biotope à l'autre.
Une autre pratique est celle de l'aquarium hollandais, dans lequel une place prépondérante est donnée aux plantes. Dans ce type de biotope des plantes provenant de plusieurs régions du monde peuvent cohabiter, les poissons n'ont qu'un rôle utilitaire, et le travail de l'aquariophile ressemble davantage à celui d'un horticulteur. Comme son nom l'indique, cette pratique est populaire aux Pays-Bas.
Un bassin de jardin est parfois utilisé comme place pour un biotope naturel. Il est alors équipé de plantes et d'animaux résistant au climat local. Dans les régions tempérées, des poissons tropicaux y sont placés durant la saison d'été. Un tel biotope peut être laissé à l'abandon durant de longues périodes. Les animaux qui s'y trouvent peuvent cependant être attaqués par la faune locale.
Les zoos, ainsi que les écoles, se servent souvent d'aquariums comme outils pédagogiques, pour présenter les animaux dans des conditions qui rappellent celles de leur milieu naturel.

## Loisir, commerce et science

La connaissance des milieux aquatiques permet de recréer les conditions naturelles de vie des animaux afin de garantir leur bien-être.

Un des livres de référence concernant les aquariums est le livre de Hans Frey datant de 1950, qui décrit l'aquariophilie comme « une science plaisante et un hobby sérieux ».
Les reconstitutions d'écosystèmes telles que pratiquées en aquariophilie sont une amélioration des dioramas pratiqués par les musées de zoologie dans un but esthétique et pédagogique : elles sont une représentation vivante d'un écosystème dans toute sa complexité, avec ses animaux, ses plantes et ses minéraux. L'aquarium est également un instrument de sciences naturelles : il permet d'observer le comportement d'organismes dans des conditions quasi identiques à celles de leur milieu naturel, un milieu qui sinon serait difficile d'accès pour les étudiants.
Des poissons tels que les cichlidés — une famille de poissons évolués présents en Amérique centrale et sud, en Afrique et en Inde — sont appréciés autant par les aquariophiles que par les ichtyologues, qui observent leur répartition géographique, leurs relations et leur comportement.
Les aquariophiles, les pisciculteurs et les scientifiques travaillent avec les mêmes organismes, leurs motivations sont cependant différentes. Les scientifiques travaillent sur des investigations de biologie et d'écologie, dans le but d'améliorer les capacités des piscicultures et apporter la connaissance des milieux aquatiques nécessaires aux aquariums publics. Les aquariophiles ont le privilège d'être à la fois scientifiques et entrepreneurs et de propager la satisfaction de mettre en scène des milieux aquatiques d'une rare beauté.
Alors que les scientifiques et les aquariophiles manipulent de petits aquariums, les besoins de rentabilité de la pisciculture nécessitent de grandes installations pour la production de masse d'espèces pour lesquelles il existe une demande commerciale. Il arrive qu'un aquariophile amateur devienne éleveur commercial ; il prend alors les mêmes motivations que les pisciculteurs. Il existe également des mi-hobbyistes mi-scientifiques indépendants qui ont les connaissances et l'expérience, et qui mêlent leur vocation scientifique avec le loisir de maintenir et d'élever des espèces aquatiques.
D'après un sondage effectué en 2003 auprès de 324 pratiquants de l'aquariophilie marine, 80 % cultivent et élèvent eux-mêmes les organismes — principalement du corail —, et nombreux sont ceux qui donnent ou vendent l'excès d'élevage dans le commerce ou directement à d'autres hobbyistes.

## La pratique

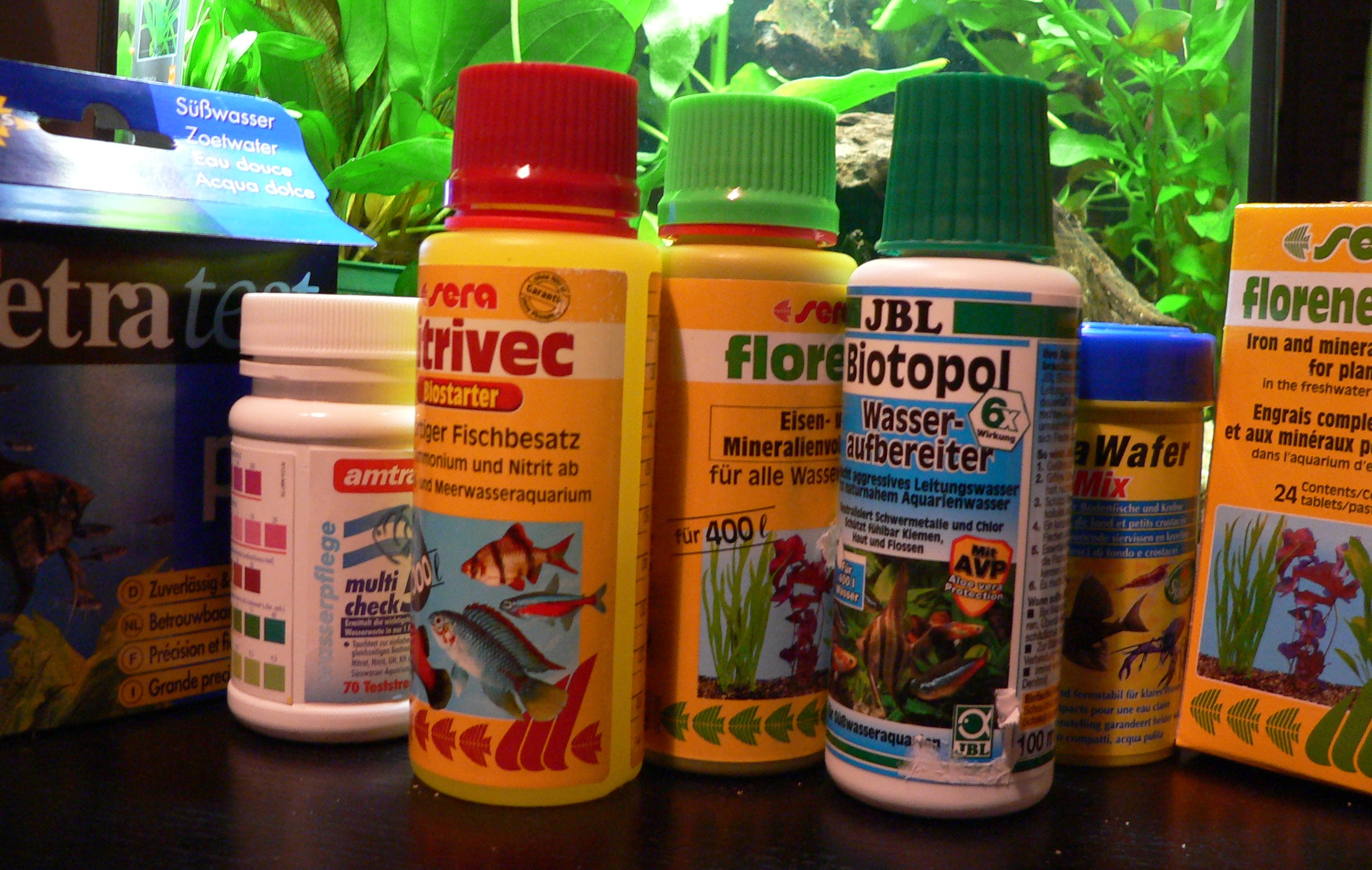
Produits de traitement de l'eau.

L'aquariophilie consiste à maintenir un ensemble hétéroclite de plantes et d'animaux, dont le choix dépend autant des goûts du propriétaire que des caractéristiques de l'eau et du climat : eau de mer, ou eau douce, tropicale ou tempérée. Le pratiquant cherche à comprendre et à reproduire des règles de la nature, dans le but de maintenir dans son équilibre écologique une tranche de nature reconstituée.
La constance des caractéristiques physico-chimiques de l'eau, qui garantit la survie du milieu, est une préoccupation majeure en aquariophilie : son maintien requiert des contrôles réguliers de paramètres tels que la température de l'eau, son pH, son odeur, la présence de polluants, la couleur des poissons, leur appétit, la présence de bulles et d'algues. L'eau, les poissons, les plantes, le filtre, l'éclairage et les bactéries sont étroitement liés, et l'équilibre entre ces différents éléments nécessite un certain nombre de connaissances telles que:
- la quantité et la taille des poissons qu'il est possible de mettre dans l'aquarium, en fonction de la taille adulte et du caractère (territorial, agressif, grégaire…) de chaque spécimen ;
- la nature des caractéristiques physico-chimiques de l'eau —  pH, dureté totale, teneur en nitrites et en nitrates mais aussi en phosphates — et l'impact des poissons, des plantes, des bactéries, de la nourriture et de produits chimiques sur celles-ci ;
- l'alimentation, la quantité de nourriture, la fréquence des repas, le régime alimentaire et les préparations pour les animaux aquatiques, ainsi que les dangers de la suralimentation ;
- la reproduction — comment cela se passe pour les poissons ovipares ainsi que les poissons ovovivipare et vivipares —, les soins à apporter aux jeunes poissons, la croissance des poissons et les risques, notamment de surpopulation ;
- les poissons. Chaque espèce a ses propres besoins quant aux caractéristiques de l'eau, en fonction de son milieu naturel. Le comportement propre à chaque espèce influence la facilité de cohabitation avec les autres poissons présents dans l'aquarium. Certaines espèces vivent près de la surface, d'autres au milieu ou au fond de l'eau.

### Équilibre écologique

Règles de l'écosystème d'un aquarium.

Les règles naturelles de l'écosystème d'un aquarium sont essentiellement les mêmes que celles des mers, des lacs et des rivières. En situation d'équilibre écologique, le cycle production-décomposition-consommation est perpétuel, et le milieu ne nécessite ni nourriture ni entretien de l'eau,. En aquariophilie cet idéal d'équilibre, qui était atteint dans les premiers aquariums, n'est ni atteint ni recherché : bien que possible, cet idéal nécessite beaucoup d'eau et de plantes, et très peu de poissons, d'où un gros investissement pour un résultat peu esthétique. Cela dit, une nouvelle approche de la pratique aquariophile, dite « écosystémique » permettrait d'atteindre ou d'approcher l'idéal d'équilibre écologique en aquarium et de maintenir durablement, sans grands investissements, des bacs d'eau douce et récifaux parfaitement esthétiques et pas nécessairement sous-peuplés en poissons.
Dans la situation de surpopulation typique des aquariums décoratifs, seul le filtrage et l'entretien de l'eau de l'aquarium permet de maintenir le milieu en vie. Un tel écosystème survit grâce au bon fonctionnement du filtre, et il arrive que, à la suite d'erreurs de l'aquariophile ou de panne d'un appareil, l'écosystème de l'aquarium bascule, aboutissant à la mort du milieu aquatique par eutrophisation,. Les règles de base de l'aquariophilie — ne pas surpeupler l'aquarium, ne pas suralimenter les poissons et remplacer régulièrement une partie de l'eau de l'aquarium par de l'eau propre — visent à assurer la stabilité du milieu.
Plus l'aquarium est grand, plus il est cher, et plus la composition de l'eau est stable. Dans un petit aquarium, une pollution même mineure peut entraîner un enchaînement très rapide de dégradations, qui peuvent prendre une ampleur bien plus grande que dans un grand aquarium. Dans la nature les millions de mètres cubes d'eau du milieu naturel ont pour effet d'assurer cet équilibre par une constance absolue des conditions de l'eau et l'absence de pollution.

### Les pratiquants
La pratique de l'eau douce est recommandée pour les débutants parce que moins onéreuse et plus facile. Les poissons d'eau douce sont moins chers et demandent moins d'équipements. Des espèces telles que le guppy, le platy ou le xipho sont colorées, peu exigeantes et tolérantes face aux erreurs. Elles sont, de plus, faciles à trouver dans le commerce et se reproduisent facilement. Les milieux d'eau douce sont également appréciés des aquariophiles confirmés. Les plusieurs milliers d'espèces de poissons d'eau douce tropicale font que les passionnés d'aquariophilie - qui consacrent tout leur temps à leur passion - ont très peu de risque de s'ennuyer.
Les poissons d'eau de mer sont souvent des espèces très colorées, et l'aquarium d'eau de mer peut contenir des espèces célèbres telles que le corail et les anémones, cependant les poissons et les coraux sont plus fragiles et plus coûteux. Les erreurs peuvent entraîner des pertes lourdes et décourageantes, raison pour laquelle les aquariums d'eau de mer sont généralement déconseillés aux personnes inexpérimentées.
Un aquarium récifal est le reflet presque exact de l'écosystème d'un récif de corail. Son entretien et sa maintenance nécessitent beaucoup de doigté, de savoir-faire et de matériel, raison pour laquelle il est généralement réservé aux aquariophiles chevronnés.
Il existe un grand nombre de clubs et d'associations d'aquariophilie. Les membres se rencontrent pour s'échanger des idées, des expériences, des techniques, du matériel et des poissons. Les magazines d'aquariophilie comportent des articles sur les techniques de maintenance, de nourriture, de reproduction, de lutte contre les maladies. Ils comportent également des avis d'usagers concernant certains produits du commerce.

### Plantes et animaux

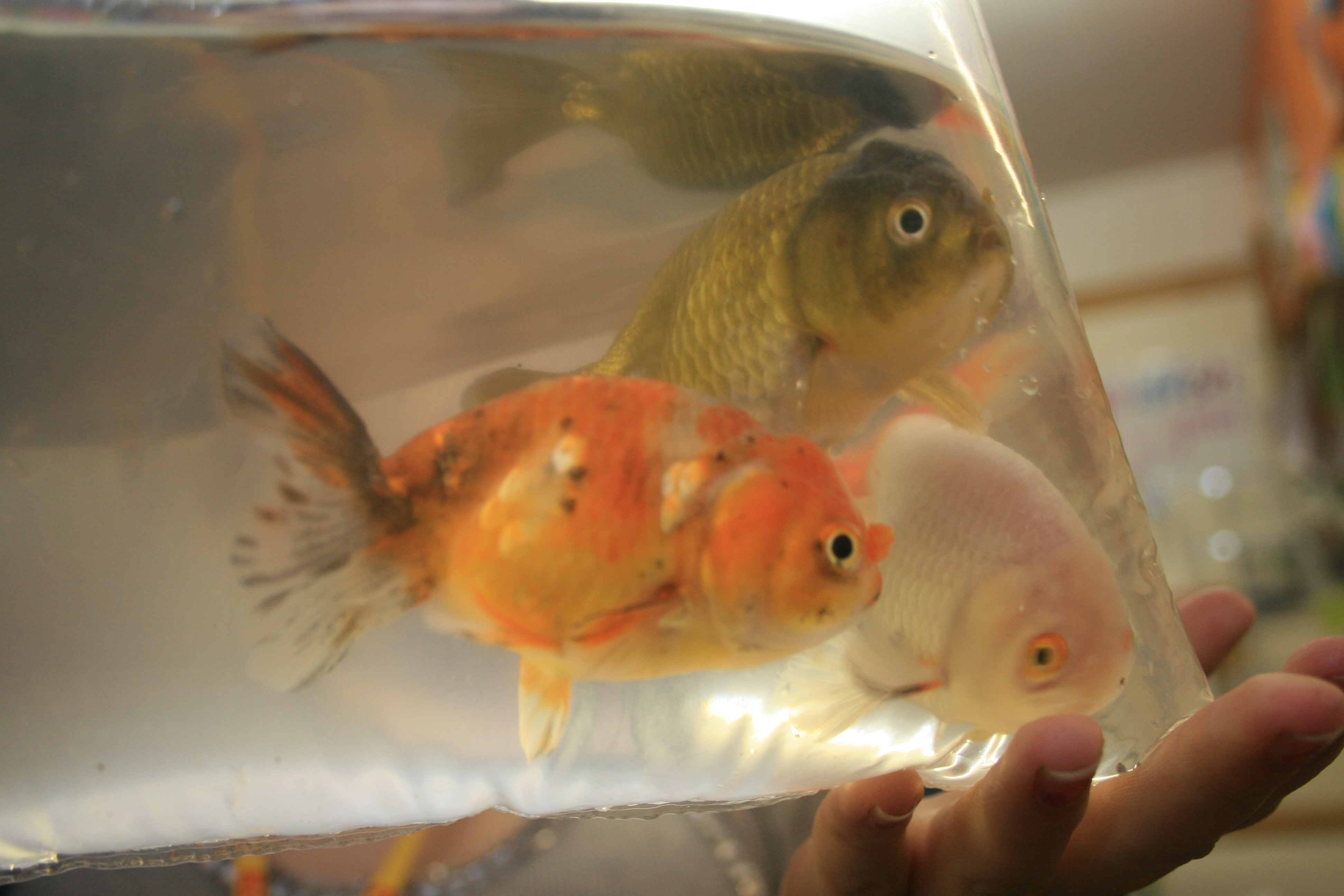
Choix des animaux

Les poissons sont des animaux de compagnie populaires. Il y a en France 26 millions de poissons de compagnie et 8 millions de chats. 10 % des ménages possèdent au moins un poisson d'aquarium, et 25 % des ménages possèdent au moins un chat. La principale raison de l'acquisition d'un poisson est d'ordre esthétique.
Souvent stars des aquariums, les poissons sont des animaux silencieux, ils n'endommagent pas l'habitat et ne dérangent pas les visiteurs; ils vivent dans un milieu différent de leur propriétaire. Cependant, ils réagissent à ce qui se passe à proximité de l'aquarium, en particulier quand il est l'heure de manger. Les problèmes de santé des poissons sont pris en charge par le propriétaire plutôt que par un vétérinaire.
Les plantes aquatiques sont utilisées autant pour leur fonction décorative que pour leurs apports bénéfiques pour les animaux. Les plantes se nourrissent des nitrates toxiques pour les poissons, et une flore abondante contribue à l'équilibre de l'écosystème. Les plantes permettent en plus aux poissons de se cacher et de pondre des œufs.
Selon une étude réalisée en 2008 aux États-Unis, 95 % des poissons d'aquarium vendus dans le commerce sont des espèces d'eau douce. Le prix d'achat moyen d'un poisson d'aquarium d'eau douce est entre 3 et 10 dollars, et celui d'un poisson d'aquarium marin est entre 20 et 50 dollars. L'aquariophile paye en moyenne 230 dollars par année pour l'achat de poissons et 80 % des propriétaires de poissons possèdent également d'autres animaux de compagnie.
En 2007 dans le monde, 500 variétés de poissons d'eau douce tropicale, et 10 variétés de poissons rouges sont couramment disponibles dans le commerce. Parmi les espèces de poissons les plus connues en aquariophilie il y a le guppy, le platy, le xipho, le néon bleu, le néon cardinalis, le scalaire, le discus, l'oscar, le combattant, le gourami, le macropode, le danio, le barbus, le killie, le corydoras, la loche, le poisson rouge et le koï. 25 % des poissons d'eau douce tropicale vendus sont des guppy et des néon bleu,. En France le poisson rouge, le koï, et les variétés d'élevage du guppy, du danio et du combattant sont reconnus comme étant des animaux domestiques.
L'une des erreurs fréquentes des aquariophiles débutants sera de choisir avant tout les poissons en fonction de leur apparence en magasin. Si ce choix est malchanceux, l'aquariophile abandonne souvent, découragé par la surpopulation, les maladies, les poissons qui se battent, s'entre-dévorent ou détruisent les plantes. L'aquariophile confirmé choisira à l'avance les espèces qui l'intéressent, se renseignera sur leur taille adulte, leur comportement, leurs exigences et les soins nécessaires, puis il retiendra uniquement un groupe d'espèces compatibles et mettra en place un milieu adapté à leurs besoins. Avant d'ajouter un poisson dans un aquarium déjà peuplé, l'aquariophile éclairé s'assure aussi qu'il supportera une eau dont les caractéristiques physico-chimiques correspondent à celle de son aquarium et qu'il ne perturbera pas l'équilibre de l'ensemble par sa taille ou son comportement.

### Soin de l'eau et des poissons
La surveillance et la maintenance de la qualité de l'eau est vitale pour les poissons et fait partie des opérations routinières de l'aquariophilie. Les mauvais traitements par des aquariophiles inexpérimentés ou peu soigneux sont une cause fréquente de mauvaise santé et de mort de poissons. La mauvaise qualité chronique de l'eau, la présence de toxiques, un pH et une température inadaptés stressent les poissons et les empoisonne, ce qui provoque des carences et un affaiblissement des défenses naturelles de l'animal. Le poisson stressé se comporte anormalement, perd l'appétit, maigrit, se cache, devient nerveux, pâle, puis tombe malade attaqué par des agents pathogènes (virus, bactéries, protozoaires, champignons).
Des composés chlorés, les métaux lourds, les détergents, les savons, la colle, les insecticides, la fumée de cigarette, ainsi que l'ammoniaque, les nitrites et les nitrates, sont nocifs aux poissons. Ces derniers sont des toxiques produits naturellement par la décomposition des déchets présents dans l'aquarium. La suralimentation des poissons, la surpopulation de l'aquarium, et la présence de déchets non nettoyés tels que feuilles mortes ou excréments des poissons accélèrent leur accumulation. Le remplacement régulier d'une partie de l'eau et le nettoyage des déchets sont des mesures préventives destinées à les diluer.
Le fait de placer des poissons immédiatement dans un aquarium neuf et non préparé est une cause fréquente de mort des poissons, de même que leur trop brusque transfert dans une eau trop différente de celle de leur précédent lieu de séjour. Le choc osmotique est un traumatisme provoqué une variation trop rapide de la teneur en minéraux dans l'eau. C'est une cause fréquente de mort des poissons nouvellement achetés, deux à six jours après avoir été plongés brutalement dans les aquariums par des propriétaires inexpérimentés ou peu soigneux.

### Élevage et sauvegarde des espèces aquatiques
Les poissons étant des animaux très inféodés à leur milieu, tout aquarium devra tenter de fournir à ses habitants un biotope adapté à leurs besoins (nature de l'eau, température, espace disponible, paramètres de l'eau (pH, TH, NO2…), etc.) pour favoriser leur reproduction. Toutefois, un grand nombre d'espèces d'eau douce étant maintenant élevées dans des fermes aquacoles dans la même eau, parfois de l'eau de conduite, les exigences relatives à la nature de l'eau sont à relativiser, c'est véritablement l'origine du poisson (sauvage, d'élevage) qui déterminera la nature de l'eau adéquate à son élevage.
Le fait de faire se reproduire des poissons en captivité permet de réduire la pression sur les milieux sauvages. Actuellement, la majorité des poissons d'eau douce courants sont reproduits en captivité (aquariums) ou en semi-captivité (fermes d'élevage notamment asiatiques). Les espèces d'eau de mer pouvant se reproduire en captivité restent encore assez peu nombreuses (clowns, gobies, pseudochromis, apogons, crevettes, anémones, coraux...) mais leur nombre augmente régulièrement. Bien qu'à ce jour, aucune espèce ne semble menacée de disparition par la passion aquariophile, les dégâts environnementaux ne sont pas négligeables eu égard aux méthodes de prélèvement qui détruisent souvent sans discernement les larves, alevins et autres organismes peu visibles (pêche au cyanure, prélèvements d'invertébrés à la masse et au burin directement sur le récif, etc.). Ce constat a ouvert la porte à la mise en place de méthodes de prélèvement originales et peu destructrices comme le captage nocturne de larves en haute mer et au développement récent de l'aquaculture destinée à alimenter le marché aquariophile. Les répercussions environnementales restent cependant assez faibles par rapport à celles provoquées par la pêche alimentaire.

#### Reproduction
La reproduction en captivité des poissons et des invertébrés d'aquarium est l'aboutissement logique de la maintenance de ces animaux. En effet dans de bonnes conditions, les pensionnaires de l'aquarium développent plus ou moins rapidement un comportement sexuel et produisent ainsi des œufs, des larves ou directement des alevins pour les espèces vivipares.
Le niveau de difficulté varie suivant le type d'aquariophilie (marine ou d'eau douce) et selon les espèces. Le développement de la reproduction est essentiel afin de minimiser l'impact de cette passion sur l'environnement en réduisant au maximum les prélèvements dans les milieux naturels.
Si pour l'aquariophilie d'eau douce quasiment tous les animaux proposés à la vente proviennent d'élevage, l'aquaculture marine destinée aux aquariums n'en est qu'à ses balbutiements bien que les choses semblent évoluer depuis peu dans ce domaine.

## Impacts
La popularisation de l'aquariophilie a des impacts scientifiques, économies, écologiques et humains.
75 % des espèces animales et végétales se trouvent dans les mers et les océans. Sur les 30 000 espèces de poissons marins du monde, quelques centaines sont utilisées en aquariophilie. La pêche et le commerce de ces espèces a des impacts écologiques et économiques.

### Impact scientifique
L'aquariophilie contribue au développement de la recherche scientifique concernant les milieux aquatiques: biologie, écologie, reproduction, alimentation et comportement des animaux et plantes aquatiques. L'aquariophilie est également utilisée pour tester les effets de certaines substances avérées ou supposées polluantes.

### Impact économique
En 2000, l'élevage d'espèces non alimentaires - principalement d'eau douce, destinées au marché de l'aquariophilie est un secteur très prometteur. La valeur de la vente mondiale de poissons vivants destinés aux aquariums est estimée à 900 millions de dollars US en vente en gros, et 3 milliards de dollars dans le commerce de détail. Vu le fort potentiel économique pour l'emploi rural, l'aquaculture et le commerce de poissons d'aquarium est de plus en plus soutenu par les gouvernements.
La majorité des espèces marines destinées à l'aquariophilie sont pêchées dans des pays en voie de développement, et vendues dans des pays développés - Europe, Amérique du Nord et Australie. Le volume de vente de ces produits à haute valeur ajoutée avoisine les 10 milliards de dollars US, et sont source de nombreux emplois dans les pays producteurs.
Les poissons ayant une haute valeur ajoutée sur le marché de l'aquariophilie sont petits, colorés et ont des mouvements gracieux. Des poissons peu colorés peuvent également devenir populaires en raison de leur morphologie particulière, de leur locomotion peu ordinaire ou de leur rareté. Dans certaines animaleries, les ventes pour le marché de l'aquariophilie représentent 50 % du chiffre d'affaires. Ceci est dû non seulement à la vente de poissons mais aussi de nombreux objets de décoration tels que des miniatures de statues grecques, de ruines, d'épaves, de coffres à trésor, de plongeurs ou de monstres marins.

### Impact écologique
Si l'aquariophilie peut être pratiquée dans le but de préserver des espèces menacées, elle est souvent accusée de participer à la destruction de certains milieux. Si les poissons d'eau douce sont souvent élevés en aquaculture, les poissons de mer sont souvent capturés dans leur milieu naturel. Les mauvaises conditions de capture et de transport entraînent une mortalité élevée, et le nombre de poissons capturés dans leur milieu est largement supérieur au nombre introduits dans les aquariums.
De mauvaises techniques de pêche des poissons de mer (comme la pêche au mercure) sont à l'origine de la dégradation des milieux d'origine des poissons qui posent alors des problèmes de subsistance pour les populations locales des pays exportateurs. le Marine Aquarium Council est un organisme régulateur de ce marché, composé de membres d'associations d'aquariophilie, d'associations de protection de la nature, de membre de l'autorité et de scientifiques. Cet organisme labellise des produits obtenus par des procédés de pêche non destructive, sans impact sur la biodiversité des milieux marins.
La pratique de l'aquariophilie est à l'origine de l'introduction - volontaire ou accidentelle - de 150 espèces dans la nature. Aux États-Unis 37 des 59 espèces de poissons introduits sont dus à l'aquariophilie. En Californie 27 des 867 espèces de poissons d'ornement disponibles dans le commerce ont les capacités physiologiques de survivre dans la baie de San Francisco, et 6 espèces y sont déjà établies. En Europe des poissons tropicaux ont été signalés dans les rivières et la jacinthe d'eau, une plante aquatique invasive originaire d'Amérique du Sud, a été introduite comme plante décorative pour les étangs,.

### Impact sur la santé humaine
Les aquariums sont susceptibles d'être un vecteur de certaines infections transmissibles à l'homme :
- La salmonellose, par contamination de l'eau dans les élevages, distributeurs ou animaleries. En période de stress, reptiles et poissons peuvent également libérer des salmonelles dans leurs excréments.
- Le granulome des aquariums, dû à Mycobacterium marinum présent dans la plupart des aquariums, peut provoquer des chapelets de nodules sur les mains et les avant-bras de l'aquariophile contaminé. La contamination se fait au contact d'une plaie avec de l'eau contaminée. La guérison est spontanée dans la plupart des cas, mais les nodules laissent des cicatrices plus ou moins importantes. Le traitement dure en moyenne 5 mois et repose sur des antibiotiques.

Le respect des règles d'hygiène (se laver les mains après avoir manipulé le matériel ou l'animal, le port de gants en latex), l'entretien régulier de l'aquarium, la désinfection des accessoires et la bonne connaissance des mœurs des hôtes de l'aquarium sont les mesures de prévention usuellement recommandées.

## Le marché de l'aquariophilie

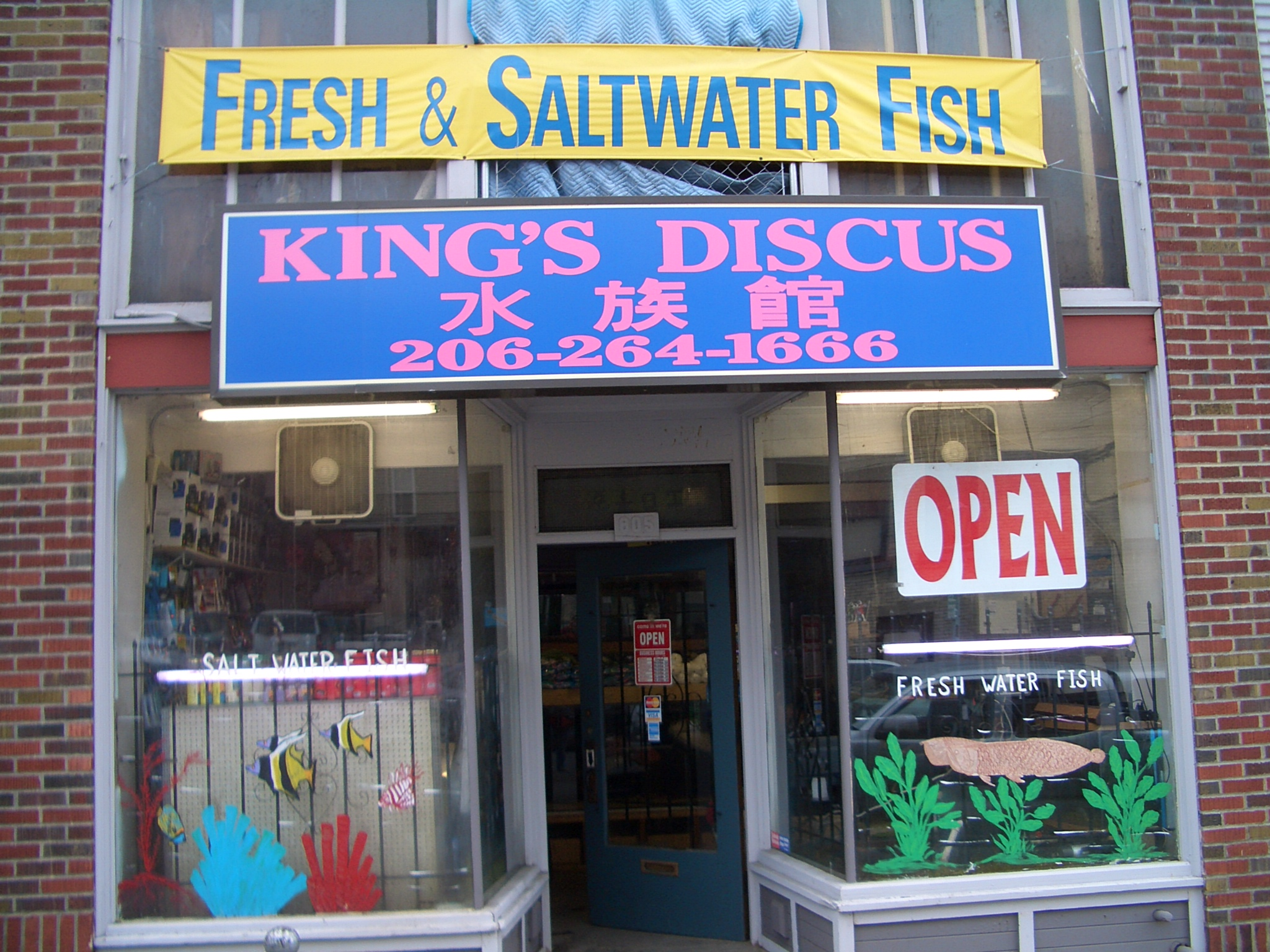
Magasin d'aquariophilie

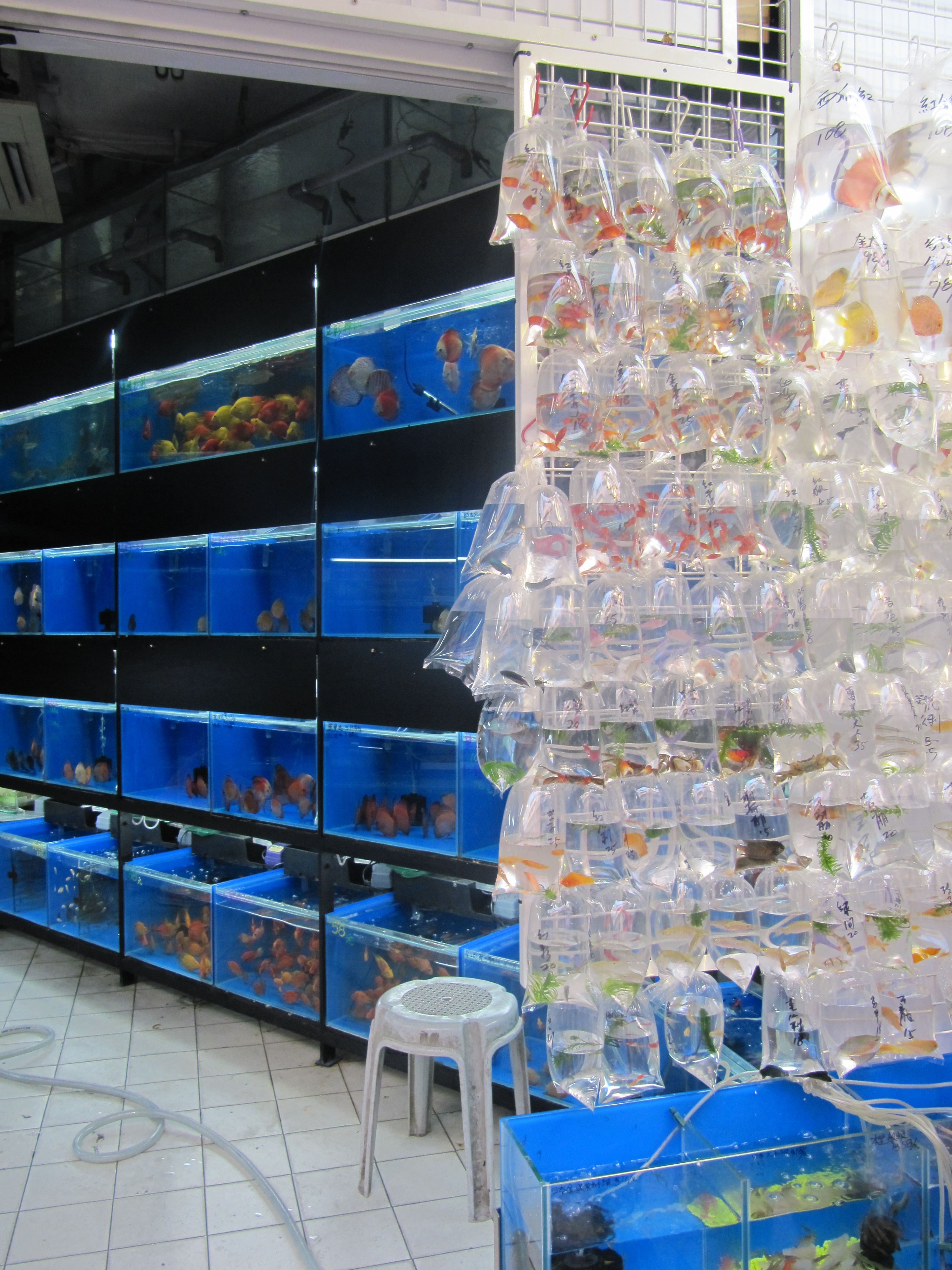
Magasin de poissons d'ornement à Hong Kong.

### Marché mondial
Les aquariums avec leurs équipements électriques existent depuis la fin du XIXe siècle, à la suite de la découverte de l'électricité. L'industrie de l'aquariophilie et des poissons d'ornement a démarré en 1950. Auparavant les adeptes de l'aquariophilie capturaient eux-mêmes les poissons.
Le marché du poisson d'aquarium est un marché mondial. Il existe sur le marché plus de 4 500 espèces de poissons d'eau douce, 1 450 espèces de poissons de mer et 650 espèces d'invertébrés (crevettes, escargots, crabes, coraux, anémones, etc.). 50 % de la production provient d'élevages d'aquaculture en Asie du Sud-Est. 80 % des poissons importés d'Asie sont issus de l'élevage en eau douce, et 20 % sont capturés dans leur milieu naturel. Les poissons proviennent de Singapour, la Malaisie, la Thaïlande, la Chine, le Japon et le Sri Lanka et sont exportés vers l'Europe, les États-Unis et le Canada. Il existe également des élevages locaux en République tchèque, en Israël et aux États-Unis.
Le marché de l'aquariophilie connait une croissance constante et forte (15 % par année) depuis le début des années 1950, une part importante du revenu va aux pays en voie de développement. Le marché de l'élevage et la capture de poissons d'aquarium constitue aujourd'hui (2008) une part importante du marché des loisirs, avec un total d'environ 20 milliards de francs par année. La quantité de poissons vendus est faible par rapport à celle de l'élevage et la pêche alimentaire, mais les revenus engendrés sont considérables : 1 kg de poissons d'ornement rapporte environ 500 $, alors que 1 kg de poissons alimentaires rapporte environ 6 $.
L'aquariophilie est un loisir très populaire aux États-Unis, en Europe, au Japon, à Singapour et en Malaisie. On estime aujourd'hui à 20 millions le nombre de ménages qui possèdent un aquarium domestique - dont 6 millions aux États-Unis. Chaque aquarium compte en moyenne entre 15 et 20 poissons.

#### Eau douce
Singapour et la Malaisie sont aujourd'hui les premiers pays éleveurs de poissons d'eau douce.
Leurs élevages servent à la fois le marché de l'aquariophilie et celui de l'alimentation. En Malaisie le nombre de fermes d'élevages de poissons d'eau douce est passé de 18 en 1980 à plus de 500 en 2004. En 2003 la Malaisie a produit plus de 450 millions de poissons d'eau douce, le pays espère atteindre 800 millions de poissons d'ici 2010[Passage à actualiser]. 95 % de la production est exportée, 5 % est vendu dans le pays. Les principaux poissons exportés sont les barbus, rasboras, danio, poissons rouges, carpes Koi, mollies, guppys, platys, ainsi que des tétras.
L'aquariophilie est un loisir très populaire en Malaisie, et dans l'État voisin de Singapour, où l'aquarium domestique est un objet courant de l'habitant moyen, et de nombreux habitants sont des fervents pratiquants de l'aquariophilie. Le marché local de l'aquariophilie est par ailleurs riche, varié et très prospère.
Le Brésil est aujourd'hui le premier pays exportateur de poissons d'eau douce capturés. Le populaire Tetra Cardinalis est un petit poisson très coloré, originaire du Rio Negro et trop coûteux à reproduire en aquarium. Il est aujourd'hui exclusivement capturé au Brésil, en Colombie et au Venezuela. Au Brésil 60 % de l'économie locale dépend de la capture du Tetra Cardinalis, une activité pratiquée depuis plus de 60 ans sans problème écologique, au contraire : pour lutter contre le problème de la déforestation, l'État a lancé un programme « vendre des poissons pour acheter des arbres. » La capture de poissons d'eau douce est pratiquée dans d'autres régions du monde, en Thaïlande, en Indonésie, au Congo, au Nigeria et au Malawi.

#### Eau de mer
Les animaux de mer sont presque tous issus de capture. Il s'agit de poissons tels que les demoiselles, le Poisson clown ou le chirurgien, ainsi que des crabes, des anémones et des coraux. Les pays qui pratiquent la capture sont les Philippines, le Sri Lanka, la Thaïlande, Hawaï et Porto Rico. La récolte du Corail en mer est désormais interdite, et le corail provient de fermes d'élevage (coralliculture) en Indonésie et Australie. Au Sri Lanka 50 000 personnes travaillent à la capture de poissons, qui sont exportés dans 52 pays dans le monde. Le Marine Aquarium Council (conseil des aquariums marins) est un organisme international qui certifie de la santé des poissons capturés, santé qui est fonction des conditions de capture.
À la suite de l'interdiction début 2021 de la pêche de poissons destinés au commerce aquariophile dans l’état d’Hawaï, l'emblématique poisson chirurgien Zebrasoma flavescens et autres espèces endémiques disparaissent du commerce. L’élevage des poissons marins n’est pas chose facile, mais des poissons issus des reproductions en captivité sont maintenant proposées grâce aux recherches pour fournir des proies adaptées aux différents stades larvaires des poissons à l’éclosion. Le Zebrasoma flavescens fait justement partie depuis peu (2024) des espèces reproduites en captivité.

#### Le transport
Le transport des poissons d'ornement à travers le monde a été rendu possible grâce aux progrès dans le domaine de l'aviation. Le transport des poissons reste néanmoins la principale difficulté du commerce d'aquariophilie : les poissons ne résistent pas plus de 48 heures dans leurs conteneurs de transport. Suivant l'espèce et les manipulations la mortalité au cours du transport va de 5 % (Tétra Cardinalis) à 80 % (Banggai Cardinal). Pour raccourcir les transports, des fermes d'élevage ont été créées à proximité des pays importateurs ou au sein de ceux-ci, en République tchèque, Espagne, Pays-Bas, Belgique, Pays-Bas et Israël pour le Marché européen, et en Floride pour le marché des États-Unis.

### En France
En 1995 la SOFRES estimait la population de poissons d'aquarium en France à 21,4 millions et prévoyait que 3 % des Français posséderaient un aquarium en 1998, hébergeant une population de 23 millions de poissons environ. Un autre sondage réalisé par le Groupe J/TMO estimait que 8 % des Français possédaient au moins un poisson en 1996 et que le nombre moyen de poissons par aquariophile était de 11,35. En 1998 un autre sondage de la même source annonçait une population de 34 millions de poissons pour un taux de possession de 8,8 % de la population. Le magazine Aqua Revue donne le chiffre de 2 millions d'aquariophiles en 1998.
Malgré les différences relativement importantes entre ces différentes sources, on peut estimer que les aquariophiles représentaient environ 5 % de la population en 1998 et qu'ils possédaient une douzaine de poissons (soit une population totale supérieure à 30 millions).
135 millions de poissons ont été importés en France en 1994 ; ce chiffre passe à 152 millions en 1995 et à 160 millions en 1997.
En termes financiers, le chiffre d'affaires de l'aquariophilie est estimé à environ 800 millions de francs (plus de 120 millions d'euros). Les importations de poissons et autres organismes vivants sont estimées à 65 millions de francs (environ 10 millions d'euros) en 1997.
L'aquariophilie représente 8,3 % du chiffre d'affaires des animaleries en 1997, arrivant ainsi en troisième position, derrière les chiens et les chats et devant les produits pour bassins de jardin. Avec une présence dans 62 % des animaleries, les poissons d'aquarium sont les plus représentés des animaux dans les magasins.
Le marché se caractérise par un taux de marge très important entre l'éleveur et le détaillant (5000 %), lié notamment au coût du transport et aux mortalités survenant pendant celui-ci.
Le chiffre d'affaires se répartit à 67 % pour l'eau douce, 30 % pour l'eau froide et 3 % pour l'eau de mer en 1999. Comme dans d'autres secteurs, on retrouve le phénomène du "20-80" (principe de Pareto) : 20 % du nombre des espèces proposées représentent 80 % du chiffre d'affaires de par le volume des ventes.